# 秋列尼角
秋列尼角（英語：Tyuleniy Point）是南極洲的海岬，位於毛德皇后地的阿斯特里德公主海岸，處於奧日達尼亞灣以西0.9公里的席爾馬赫山北面，由德國探險隊拍攝空中照片，現時由南極條約體系管理。